# Hrachovište
Hrachovište je naseljeno mjesto u okrugu Nové Mesto nad Váhom u  Trenčínskom kraju u Slovačkoj.

## Stanovništvo
| Godina:     | 1993. | 2003.   | 2013.   | 2023.    |
| ----------- | ----- | ------- | ------- | -------- |
| Broj ljudi: | 663   | 676     | 734     | 643      |
| Razlika:    |       | +1,96 % | +8,57 % | -12,39 % |

| Godina:     | 2022. | 2023.   |
| ----------- | ----- | ------- |
| Broj ljudi: | 654   | 643     |
| Razlika:    |       | -1,68 % |

Prema podacima o broju stanovnika iz 2023. godine naselje je imalo 643 stanovnika.

## Vanjske poveznice
|  | Zajednički poslužitelj ima još gradiva o temi Hrachovište |

- Službena stranica naselja (sl.)